# 图敦·贡噶南杰
图敦·贡噶南杰（藏語：ཐུ་སྟོན་ཀུན་དགའ་རྣམ་རྒྱལ་，威利转写：thu ston kun dga' rnam rgyal，1432年—1496年）藏族，藏传佛教萨迦派贡噶支派的创始人。

## 生平
图敦·贡噶南杰出生于吞弥·桑布扎家族，幼名“扎安杰布”。他曾从绛巴林巴受比丘戒。后师从扎托巴·索南桑波，学习萨迦派密法。1464年创建贡噶寺。其传承被称为“后宗巴系”，即萨迦派的贡噶支派。
1496年，贡噶南杰圆寂，享年64岁。